# Оляницкий, Борис Филиппович
Борис Филиппович Оляницкий (род. 20 июля 1949) — советский украинский легкоатлет, специалист по бегу на длинные дистанции и кроссу. Выступал за сборную СССР по лёгкой атлетике в начале 1970-х годов, серебряный призёр чемпионата СССР, победитель первенств всесоюзного и республиканского значения, участник чемпионата мира по кроссу в Варегеме. Представлял Донецк и спортивное общество «Динамо».

## Биография
Борис Оляницкий родился 20 июля 1949 года. Занимался лёгкой атлетикой в Донецке, выступал за Украинскую ССР и физкультурно-спортивное общество «Динамо».
Впервые заявил о себе в октябре 1970 года, когда в беге на 10 000 метров выступил на соревнованиях в Днепропетровске.
В 1971 году в дисциплине 5000 метров финишировал пятым на всесоюзном старте в Таллине, тогда как на дистанции 10 000 метров стал седьмым на Мемориале братьев Знаменских в Москве. В обоих случаях установил свои личные рекорды — 13:47.8 и 28:51.2 соответственно.
В 1972 году в беге на 5000 метров показал четвёртый результат на Мемориале братьев Знаменских в Москве, с результатом 13:49.4 завоевал серебряную награду на чемпионате СССР в Москве — уступил на финише только чебоксарцу Николаю Пуклакову.
В 1973 году в составе советской сборной стартовал на впервые проводившемся чемпионате мира по кроссу в Варегеме — занял 22-е место в личном зачёте и тем самым помог соотечественникам выиграть серебряные медали мужского командного зачёта. Помимо этого, отметился выступлением на Мемориале братьев Знаменских в Ленинграде, где в дисциплине 5000 метров с результатом 13:57.6	финишировал седьмым.